# Erich Haucke
Erich Haucke, fälschlich auch häufig Erich Hauke geschrieben (* 10. Mai 1901 in Oderberg; † 3. November 1942 in Kolberg) war ein deutscher Politiker (NSDAP) und SA-Führer, zuletzt im Rang eines SA-Brigadeführers.

## Leben und Wirken
Nach dem Besuch der Volksschule und der höheren Knaben- und Mädchenschule unter Leitung des Gemeindepastors wurde Haucke bis 1917 an der Präparandenanstalt in Köpenick zum Lehrer ausgebildet. Nach dem Tod seines älteren Bruders im Ersten Weltkrieg trat Haucke an dessen Stelle in das Klempnergeschäft seines Vaters ein. In den Jahren 1920 und 1921 vertiefte er seine Kenntnisse durch den Besuch der Höheren Deutschen Fachschule für Metallbearbeitung und Installation im sächsischen Aue. 1927 machte Haucke sich selbständig. 1931 wurde er Vorstandsmitglied des Deutschen Handwerkbundes.
Zum 1. Februar 1929 trat Haucke in die NSDAP ein (Mitgliedsnummer 112.828). Im selben Jahr übernahm er sein erstes öffentliches Amt, als er für seine Partei Mitglied des Kreistags des Kreises Angermünde wurde. Von September 1930 bis März 1933 saß Haucke als Abgeordneter seiner Partei für den Wahlkreis 4 (Potsdam I) im Reichstag. Anlässlich der Reichstagswahl vom April 1938 kandidierte Haucke auf der „Liste des Führers“ für den nationalsozialistischen Reichstag, wurde aber nicht gewählt.
Als Mitglied der SA führte Haucke zeitweise die SA-Standarte 64 und später die SA-Brigade 47 (Gruppe Hessen). Er wurde 1942 als Leutnant bei Kämpfen in der Sowjetunion verletzt und starb in einem Lazarett.